# Jāvagallu
Jāvagallu är en ort i Indien.   Den ligger i distriktet Hassan och delstaten Karnataka, i den södra delen av landet, 1 700 km söder om huvudstaden New Delhi. Jāvagallu ligger 813 meter över havet och antalet invånare är 7 504.
Terrängen runt Jāvagallu är platt. Runt Jāvagallu är det tätbefolkat, med 286 invånare per kvadratkilometer. Närmaste större samhälle är Halebīd, 11,7 km sydväst om Jāvagallu. Trakten runt Jāvagallu består till största delen av jordbruksmark.